# Cándido Pieltain y Jove-Huergo
Cándido Pieltain y Jove-Huergo   (Gijón, 2 de desembre de 1822 - Madrid, 21 d'agost de 1888) fou un militar i polític espanyol, director general de la guàrdia civil, diputat, senador i capità general de València.
Fill d'un militar, ingressà a l'exèrcit en 1834 a Barcelona, on va lluitar a la primera guerra carlina. En 1840, després de la seva intervenció a Solsona i Coll de Nargó, va ser ascendit a capità i va rebre la creu de Sant Ferran. En 1842 va participar en el bombardeig de Barcelona i en 1843 en la presa de Vic, raó per la qual fou ascendit a comandant. Fou destinat a la brigada del general Joan Prim i Prats i va lluitar a la segona guerra carlina, després de la qual fou ascendit a tinent coronel.
En 1854 fou ascendit a coronel, en 1855 fou guardonat amb l'encomana de l'Orde de Carles III i després va participar en la guerra d'Àfrica, destacant a la batalla de Castillejos (1860) i a la batalla de Wad-Ras. En 1860 fou ascendit a brigadier i en 1868 a mariscal de camp. D'octubre a novembre de 1868 fou capità general d'Aragó, i de novembre de 1868 a desembre de 1869 capità general de Galícia, on va sufocar les revoltes republicanes i carlines. De 1870 a 1871 fou capità general de València i després subsecretari del Ministeri de guerra. Fou elegit diputat pel districte de la Latina de Madrid a les eleccions generals espanyoles de 1871 El 28 de febrer de 1871 fou ascendit a tinent general i de 1872 a 1873 fou director general de la Guàrdia Civil. D'abril a octubre de 1873 fou nomenat governador de Cuba i en 1874 fou Capità general del País Basc.
Després de la restauració va romandre marginat fins a la victòria del Partit Liberal Fusionista a les eleccions generals espanyoles de 1881, quan fou escollit Senador per la província de la Corunya. Fou nomenat Director general d'Enginyers i president del Consell Suprem de Guerra i Marina.